# جووانی استفه
جووانی استفه (انگلیسی: Giovanni Steffè؛ ۸ مارس ۱۹۲۸ – ۱۹ اکتبر ۲۰۱۶) قایقران روئینگ اهل ایتالیا بود.
وی در مسابقات کشوری و بین‌المللی در مجموع برندهٔ ۲ مدال نقره شده‌است.